# Филяево (Белозерский район)
Филяево — деревня в Белозерском районе Вологодской области.
Входит в состав Антушевского сельского поселения (с 1 января 2006 года по 9 апреля 2009 года входила в Бечевинское сельское поселение), с точки зрения административно-территориального деления — в Бечевинский сельсовет.
Расстояние до районного центра Белозерска по автодороге — 49 км, до центра муниципального образования села Антушево  по прямой — 17 км. Ближайшие населённые пункты — Катилово, Остюнино, Палкино.
По переписи 2002 года население — 21 человек (11 мужчин, 10 женщин). Всё население — русские.